# Байбекский сельсовет
Байбекский сельсовет — административно-территориальная единица и муниципальное образование (сельское поселение) в Красноярском районе Астраханской области России.
Административный центр — село Байбек.

## География
Граничит на севере с Аксарайским сельсоветом, на юге — c Ватаженским и Красноярским сельсоветами, на западе — с Джанайским и Бузанским сельсоветами. На востоке проходит граница с Казахстаном.

## История
Сельсовет образован в 1918 году. В июне 1954 года был упразднён и включён в состав Малоаральского сельсовета. В 1960 году восстановлен путём переименования Малоаральского сельсовета в Байбекский. В 1997 году село Малый Арал было выделено из состава Байбекского сельсовета в отдельное от сельсовета муниципальное образование.
Статус и границы сельского поселения установлены Законом Астраханской области от 6 августа 2004 года № 43/2004-ОЗ «Об установлении границ муниципальных образований и наделении их статусом сельского, городского поселения, городского округа, муниципального района».
В 2015 году Байбекский и Юбилейнинский сельсоветы были объединены в Байбекский сельсовет с административным центром в селе Байбек.

## Население
| 2010  | 2012  | 2013  | 2014  | 2015  | 2016  | 2017  |
| ----- | ----- | ----- | ----- | ----- | ----- | ----- |
| 1911  | ↗1970 | ↗2013 | ↗2108 | ↗2140 | ↗3441 | ↗3487 |
| 2018  | 2019  | 2020  | 2021  |       |       |       |
| ↗3490 | ↘3482 | ↘3462 | ↘3289 |       |       |       |

## Состав
| № | Населённый пункт  | Тип населённого пункта       | Население |
| - | ----------------- | ---------------------------- | --------- |
| 1 | Алча              | посёлок                      | ↗1014     |
| 2 | Байбек            | село, административный центр | ↗1911     |
| 3 | Барановка         | посёлок                      | →41       |
| 4 | Зайковка          | посёлок                      | ↗64       |
| 5 | Переправа Корсака | посёлок                      | ↗52       |

### Упразднённые населённые пункты
4 июня 2012 года упразднён посёлок Шагала.